# فرودگاه لا چررا
فرودگاه لا چررا  (به انگلیسی: La Chorrera Airport) یک فرودگاه همگانی با کد یاتا LCR است که یک باند فرود آسفالت دارد. این فرودگاه در کشور کلمبیا قرار دارد .

## شرکت‌های هواپیمایی و مقصدهای پروازی
| شرکت‌های هواپیمایی | مقصدهای پروازی                  |
| ----------------- | ------------------------------- |
| ساتنا             | آلفردو واسکوز کوبو، بنیتو اسالا |